# Malapterus reticulatus
Malapterus reticulatus е вид лъчеперка от семейство Labridae, единствен представител на род Malapterus.

## Разпространение
Видът е разпространен в Чили.